# Gottlieb Fiala
Gottlieb Fiala (14. října 1891, Třebíč – 28. prosince 1970, St. Andrä an der Traisen) byl rakouský odborář a politik Komunistické strany Rakouska.
Gottlieb Fiala vystudoval základní školu ve Vídni a posléze se vyučil lisovačem. Později začal pracovat jako dělník v továrně na obuv. V první světové válce padl do ruského zajetí a stal se komunistou. Po návratu po konci války v roce 1918 se podílel na založení rakouské komunistické strany a stal se členem ústředního výboru.
V roce 1945 se Gottlieb Fiala stal jedním ze zakladatelů Rakouského odborového svazu, po ustanovení svazu se stal viceprezidentem svazu. V roce 1950 při říjnové stávce byl na straně komunistů a byl tak z odborového svazu vyloučen. Od roku 1949 do roku 1954 byl členem Spolkové rady, v roce 1951 kandidoval na prezidenta a získal 5,1 % hlasů.